# Bunk'Art 1
Ne doit pas être confondu avec Bunk'Art 2.
Bunk'Art 1 est un musée de Tirana installé dans un bunker anti-atomique construit à l'origine par le président Enver Hoxha sous le régime socialiste albanais,,. Il a été ouvert pour la première fois en novembre 2014,.
Le bunker, situé à Shish Tufinë (en), près du bataillon de soutien de l'état-major général, a été inauguré à l'occasion du 70e anniversaire de la libération de l'Albanie, où à travers de nombreuses formes d'expression, il révèle les messages qui ont été véhiculés dans ce bunker symbolisant l'isolement de l'Albanie communiste, mais aussi les affrontements constants entre le bloc communiste et l'Occident pendant la guerre froide.

## Histoire
Bunk'art 1 a été construit dans les années 1970 pour servir d'abri antiatomique à Enver Hoxha et aux principaux dirigeants du régime socialiste albanais,. Hoxha était en fait obsédé par la possibilité que l'Albanie soit attaquée par les pays voisins et fit donc construire plus de 173 000 bunkers défensifs dans le pays,. Parmi eux se trouvait le bunker destiné à Hoxha, aux membres du bureau politique et de l'Assemblée populaire, ainsi qu'aux personnalités clés des forces armées. Connu uniquement sous le nom de code 0774 et construit dans le secret absolu à proximité du mont Dajti, le bunker contient 300 pièces réparties sur cinq étages souterrains, pour un total de trois mille mètres carrés,. Après la chute du régime socialiste, le bunker fut utilisé pour la dernière fois en 1999 puis transformé en musée en novembre 2014 à l'initiative du journaliste italien Carlo Bollino (it),. Initialement ouvert seulement pour un mois, il est ensuite resté ouvert régulièrement en tant que musée.

## Musée

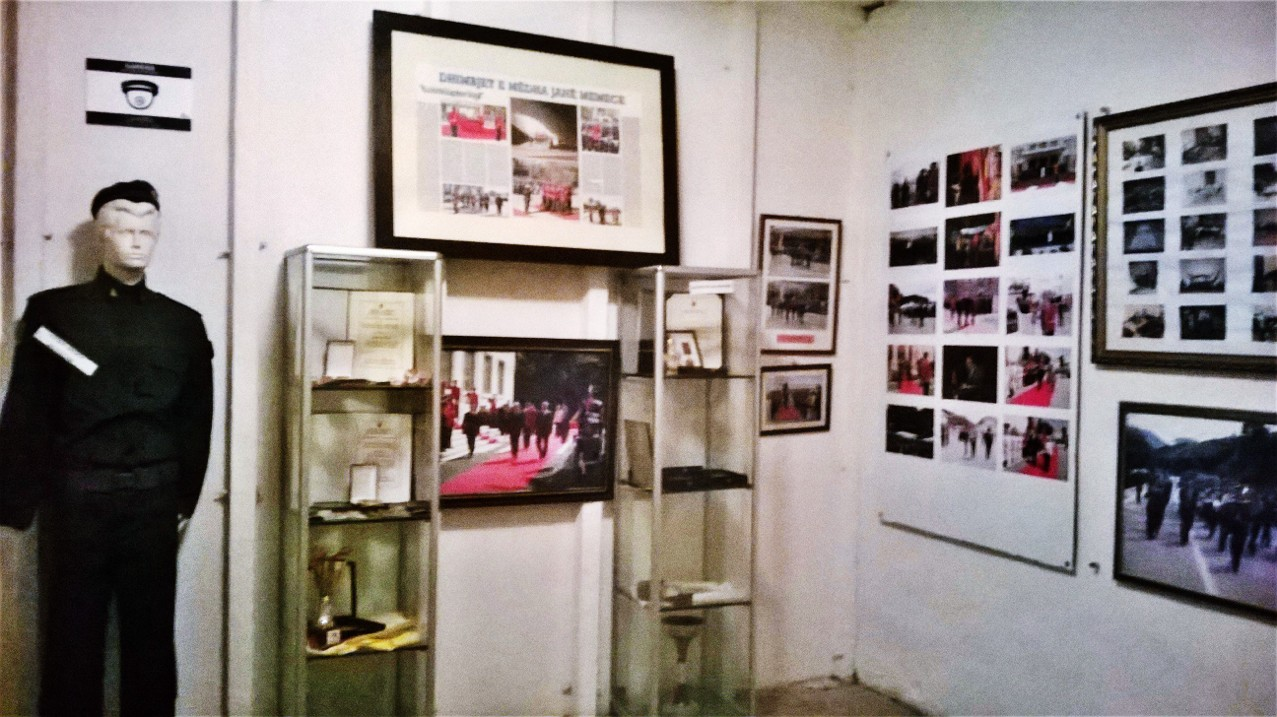
Intérieur du musée.

Le musée contient certains objets du bunker d'origine et des descriptions de son fonctionnement. Parmi les salles principales figurent celle destinée aux membres de l'assemblée populaire, qui devait faire office de véritable parlement, et les salles privées de Hoxha et d'autres membres du régime,. D'autres salles ont été aménagées avec des œuvres d'art ou des descriptions de l'histoire albanaise,. Le musée accueille également des événements culturels tels que des expositions, des concerts et des représentations théâtrales.